# 气流
气流即空气流动，是指空气的运动。空气的流动意味着空氣中的颗粒會自然地从空氣压力较高（高氣壓）的地区流向压力较低（低氣壓）的地区。氣壓与海拔高度、温度和空氣成分直接相关。空气的流动可以通过机械手段（如电风扇或手搖風扇）引起，也可以由氣壓差引起。一般風只是水平移動，而氣流除了水平移動也可以上下流動。